# Santa María de las flores negras
Santa María de las flores negras es la quinta novela del escritor chileno Hernán Rivera Letelier, publicada el año 2002, y que cuenta los hechos acontecidos en diciembre de 1907 en la ciudad de Iquique, donde miles de obreros del salitre se apostaron en la Escuela Domingo Santa María, llegados desde las oficinas salitreras del Desierto de Atacama para protestar por mejorar sus precarias condiciones de vida. Esta huelga terminó con una de las matanzas más crueles y sanguinarias de la historia del Chile del siglo XX: la Matanza de la Escuela Santa María de Iquique, donde murieron más de tres mil hombres, mujeres y niños.A manos del Ejército de Chile, comandos por el general Roberto Silva Renard, ejecutor de la masacre.
Esta novela fue finalista del Premio Altazor de las Artes Nacionales en el año 2003.

## Estructura y argumento

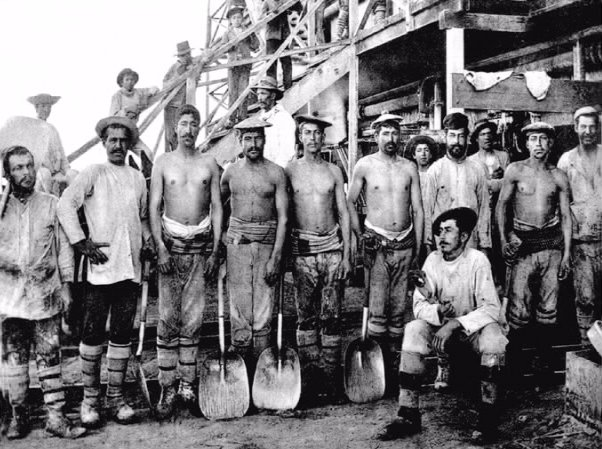
Trabajadores del salitre a inicios del.

La novela entremezcla personajes reales y ficticios, reproduciendo las experiencias de los huelguistas desde que comienzan a organizarse en la pampa nortina y deciden marchar a pie a través del desierto, hasta que llegan a Iquique y se sitúan pacíficamente en la Escuela y sus alrededores, donde son finalmente acribillados, a manos del General Roberto Silva Renard.
La historia está narrada desde el punto de vista de un obrero del salitre espectador, que describe las distintas vivencias cotidianas, amores y desamores, conflictos morales, políticos y sociales de un grupo de amigos salitreros: Olegario Santana, Domingo Domínguez y José Pintor, tres amigos inseparables veteranos; Gregoria Becerra, Idilio Montaño, Liria María, entre otros muchos personajes, cuyas expectativas de vida no son muy diferentes.
Casi al final del libro, se menciona al personaje real de Manuel Vaca, moribundo luego de la masacre, pidiendo a gritos venganza. En la vida real, su medio-hermano, Antonio Ramón Ramón, atentará contra el General varios años más tarde.